# Syneuodynerus egregius
Syneuodynerus egregius är en stekelart som först beskrevs av Herrich-Schäffer 1839.  Syneuodynerus egregius ingår i släktet Syneuodynerus och familjen Eumenidae.

## Underarter
Arten delas in i följande underarter:
- S. e. arzhakanensis
- S. e. barbarus
- S. e. bohemani
- S. e. egregior